# 리토르넬로 형식
리토르넬로 형식(Ritornello)이란 악곡의 형식의 하나로, 합주와 독주가 되풀이되는 형식이다.
18세기 초기에 애호된 형식으로, 원리는 론도 형식과 같다. 요즈음의 합주 협주곡(콘체르토 그로소, 복수의 독주자에 의한 협주곡)이나 독주 협주곡(솔로 콘체르토)에는 이 형식에 의한 것이 많이 보인다. 전체는 'A－b－A－c－A－d…A'와 같은 형을 가지며 반복되는 주제 A는 전 합주로 연주되는 것으로 투티(tutti, 이탈리아어로서 '모든 연주자'의 뜻) 또는 리토르넬로('복귀'라는 뜻의 이탈리아어 ritorno에서 유래)라 불린다. 소문자로 기입된 각 삽입부는 리토르넬로와 대조적인 경우도 있고, 같은 소재로 되는 경우도 있다. 또한 각 삽입부끼리의 관계도 이와 같이 다양하다. 리토르넬로가 반복되는 횟수는 일정하지 않지만 최초와 최후를 제외하고는 조성이 다른 것을 원칙으로 한다. 이 점이 론도 형식과 크게 다른 점이다.

## 같이 보기
- 후렴